# Хасавюртовские соглашения
Хасавю́ртовские соглаше́ния — совместное заявление от 31 августа 1996 года представителей федеральной власти Российской Федерации и руководства Чеченской Республики Ичкерии, которым были утверждены совместно разработанные сторонами соглашения, предлагавшиеся к заявлению. Подписаны в городе Хасавюрт.
После подписания Хасавюртовских соглашений на территории Чечни прекратились военные действия — завершилась Первая чеченская война.

## Предыстория
Соглашение было подписано на фоне успешной боевой операции «Джихад» вооружённых сил Чеченской Республики Ичкерии, в августе 1996 года установивших контроль над городами Грозный, Аргун, Гудермес, а также неудовлетворительного состояния материально-технического обеспечения российских войск и недостаточно хорошей организации их действий. По мнению Л. Рохлина, сама попытка военным путём решить проблему была ошибкой.

## Подписавшие
Подписи под документом поставили (занимаемые должности указаны на момент подписания): начальник штаба Вооружённых сил Чеченской Республики Ичкерии Аслан Масхадов (по поручению и. о. президента Чеченской Республики Ичкерии З. Яндарбиева) и секретарь Совета безопасности Российской Федерации Александр Лебедь (по поручению президента России Б. Н. Ельцина). Кроме них, соглашения подписали заместитель секретаря Совета безопасности России Сергей Харламов и вице-президент ЧРИ Саид-Хасан Абумуслимов.
Фамилии и инициалы имён подписавших приводятся без указания должностей, в отличие от Соглашения о неотложных мерах по прекращению огня и боевых действий в г. Грозный и на территории Чеченской Республики от 22 августа 1996 года, где должности подписавших его Александра Лебедя и Аслана Масхадова указывались.
Подписавшие совместное заявление от 31 августа 1996 года указаны в тексте в следующем порядке:
- А. Лебедь
- С. Харламов
- А. Масхадов
- С. Абумуслимов

## Результаты и последствия соглашений
Итогом соглашений в Хасавюрте стало прекращение военных действий и вывод федеральных войск из Чечни, при этом вопрос о статусе территории был отложен до 31 декабря 2001 года. Подписанием Хасавюртовских соглашений завершилась первая чеченская война.
8 октября 1996 года Совет федерации Российской Федерации принял постановление № 336-СФ «О ситуации в Чеченской Республике», в котором постановил «считать документы, подписанные 31 августа 1996 года в городе Хасавюрте, свидетельством готовности сторон разрешить конфликт мирным путём, не имеющими государственно-правового значения».
По мнению кандидата политических наук Д. С. Полянского, подписание Хасавюртовских соглашений стало началом интенсивного распространения религиозного экстремизма, основной очаг которого находился в Чечне.
Соглашения не повлияли на практику взятия заложников и вымогательства денег. Так, журналисты Виктор Петров, Брис Флетьо и Светлана Кузьмина были похищены после заключения Хасавюртовских соглашений.
В 1996 году в Конституционный суд Российской Федерации обратились 93 депутата Госдумы с запросом о проверке конституционности документов, подписанных 31 августа 1996 года в Хасавюрте А. Лебедем, А. Масхадовым, С. Харламовым и С. Абумуслимовым. По мнению авторов запроса, эти документы не соответствовали статье 4 Конституции Российской Федерации, закрепляющей целостность и неприкосновенность территории Российской Федерации.
26 декабря 1996 года Конституционный суд России вынес определение, в котором установил:

Оспариваемые в запросе акты, принятие которых способствовало прекращению боевых действий на территории Чеченской Республики и свидетельствовало о готовности сторон разрешить конфликт мирным путём, представляют собой рамочное соглашение политического характера, в котором определены некоторые направления для дальнейшей разработки и реализации программы действий по обеспечению процесса мирного урегулирования в Чеченской Республике. В соответствии с частью второй статьи 3 Федерального конституционного закона «О Конституционном Суде Российской Федерации» Конституционный Суд Российской Федерации решает исключительно вопросы права. Следовательно, разрешение поставленных депутатами Государственной Думы вопросов, касающихся политических соглашений, неподведомственно Конституционному Суду Российской Федерации. Ни по своей форме, ни по своему содержанию оспариваемые документы не являются договором между органами государственной власти Российской Федерации и органами государственной власти субъекта Российской Федерации и в соответствии с пунктом «в» части 2 статьи 125 Конституции Российской Федерации не могут быть предметом рассмотрения в Конституционном Суде Российской Федерации.